# Паула Шаліт
Паула Шаліт (повне ім'я — Пауліна Шалітувна, пол. Paula Szalit або пол. Paulina Szalitówna) — польська композиторка та піаністка.

## Біографія
Народилася 5 листопада 1886 року в Дрогобичі або 1887 року в Бродах. Була племінницею композитора Генріка Шаліта.
Навчалася у Львівській консерваторії з своїм дядьком, а потім у Ежена д'Альбера в Баварії. З 1897 року вона навчалася у Відні під керівництвом Роберта Фішофа, Генріха Шенкера, Йосифа Гофмана та Теодора Лешетицького.
У 1898 році давала концерти в Петербурзі та Москві. У 1903 році виступала в Берліні. Потім також приїхала до Варшави. У 1904 році давала концерти у Львові та Кракові.
Близько 1907 року викладала фортепіано у Львівському музичному інституті імені Анни Німентовської. Останній концерт вона дала в 1913 році разом зі скрипалем Павелом Кочанським. Складала твори для фортепіано: каприси, мазурки та прелюдії.
Померла в 1920 році в санаторії для психічно хворих у Кульпаркові (нині район Львова).

## Твори
- Intermezzo in G sharp
- Praeludium
- Carpiccio (F minor)
- Miniatures
- Morceaux, op. 2 (1900):
  - 1. Rêverie
  - 2. Impromptu
  - 3. Tendresse
  - 4. Scène de Ballet
  - 5. Mazurka
  - 6. Valse
  - 7. Intermezzo
  - 8. Gavotte
- Traeumerei (1897)
- Intermezzo, Op. 3, no. 3.
- Impromptu in F, Op. 3
- Im Winter: «Schlaf ein, mein süsses Kind» (1897)